# Asediul Madridului
Asediul Madridului a fost un asediu de doi ani și jumătate al capitalei spaniole, Madrid, controlată de republicani, de către armatele naționaliste, aflate sub comanda generalului Francisco Franco, în timpul Războiului Civil Spaniol (1936–1939). 
Orașul, asediat din octombrie 1936, a căzut în mâinile naționaliștilor pe 28 martie 1939. 
Bătălia de la Madrid din noiembrie 1936 a fost cea mai intensă luptă dinăuntrul și din jurul orașului, fiind momentul din război în care franchiștii au făcut cea mai puternică încercare de a captura capitala republicană.
Cele mai importante premii militare ale Republicii Spaniole, și anume Placa Laureată din Madrid (Placa Laureada de Madrid) și Distincția de la Madrid (Distintivo de Madrid), înființate de guvernul republican pentru a răsplăti curajul, au fost numite după capitala Spaniei, întrucât orașul a simbolizat vitejia și rezistența în fața asediului îndelungat.

## Revolta (iulie 1936)
Războiul Civil Spaniol a început cu o lovitură de stat eșuată împotriva guvernului Republicii Spaniole, alcătuit de Frontul Popular (El Frente Popular). Aceasta a fost pornită de către ofițerii Armatei Spaniole la 18 iulie 1936.
În acest context, la Madrid, guvernul republican se afla într-un impas. Inițial, a vrut să contracareze lovitura de stat, dar nu era sigur dacă ar putea avea încredere în propriile forțele armate și, de asemenea, nu a vrut să înarmeze sindicatele Confederația Națională a Muncii (Confederación Nacional del Trabajo, sau CNT) și Uniunea Generală de Muncitori (Unión General de Trabajadores, sau UGT) riscând accelerarea revoluției spaniole socialiste ce era oricum pe punctul de a izbucni. 
Pe 18 iulie, guvernul a trimis unități ale Guardia Civil la Sevilla pentru a înăbuși rebeliunea de acolo. Cu toate acestea, ajungând în oraș, gardienii au dezertat la insurgenții naționaliști. La 19 iulie, Santiago Casares Quiroga a demisionat din funcția de prim-ministru, urmat fiind de Diego Martinez Barrio, care a încercat să negocieze un armistițiu cu generalul rebel Emilio Mola⁠(d) prin telefon. Acesta a refuzat oferta și Barrio a fost înlăturat de José Giral. Giral a acceptat să înarmeze sindicaliștii pentru a apăra Republica și a dispus livrarea de 60.000 de puști la sediile CNT și UGT, deși doar 5.000 erau în stare bună de funcționare.
Într-o transmisie radiofonică din 18 iulie, liderul comunist Dolores Ibarruri a inventat celebrul slogan ¡No pasarán! („Nu vor trece!”) pentru a îndemna la rezistență împotriva loviturii de stat. Sloganul urma să devină sinonim cu apărarea Madridului și cu cauza republicană în general.
Generalul Joaquín Fanjul, comandantul garnizoanei militare ce-și avea sediul în cazarma Montaña din Madrid, se pregătea să lanseze rebeliunea militară în oraș. Cu toate acestea, când a încercat să iasă din barăci, cei 2.500 de soldați ai săi au fost forțați să se întoarcă în interiorul complexului, zona fiind plină de mulțimi ostile și de sindicaliști înarmați. Pe 20 iulie, cazarma a fost luată cu asalt de un amestec de muncitori și de Guardias de Asalto⁠(d) (gărzi de asalt, o forță de poliție urbană) loiali guvernului, precum și de cinci batalioane ale Milițiilor Țărănești și Muncitoare Antifasciste (MAOC) conduse de comuniști. Unul dintre acestea a devenit faimosul Al Cincilea Regiment, care urma să ajungă la aproximativ 10.000 de luptători. Luptele au fost haotice, iar în mai multe rânduri, unii soldați din cazarmă și-au arătat disponibilitatea de a se preda, doar pentru ca restul trupelor să continue să tragă în atacatori.
În cele din urmă, cazarma a căzut când gărzile de asalt au adus un tun de câmp de 75 de mm pentru a bombarda complexul, poarta acestuia fiind atunci deschisă de un sergent genist, simpatizant al republicanilor. Sergentul a fost ucis de unul dintre ofițerii săi, dar acțiunea sa a permis asediatorilor să spargă zidurile. Mulți soldați au fost atunci masacrați de mulțime, care fusese înfuriată de aparentele false capitulări.
Pentru restul războiului, Madridul a fost ținut de republicani. Cu toate acestea, populația sa conținea un număr semnificativ de simpatizanți naționaliști, dintre care peste 20.000 și-au căutat refugiu în ambasadele străine din oraș. În săptămânile care au urmat revoltei din iulie au fost uciși în Madrid un număr semnificativ de așa-numiți fasciști sau simpatizanți ai acestora de către republicani. Într-un caz mai cunoscut, pe 23 august, șaptezeci de prizonieri naționaliști din închisoarea Modelo din oraș au fost masacrați ca răzbunare pentru uciderea a peste 1.500 de republicani în urma Asaltului de la Badajoz.

## Masarea trupelor (august–octombrie 1936)
Strategia inițială a complotului militar fusese preluarea puterii în toată țara după modelul unui pronunciamiento („lovitură militară”) din secolul al XIX-lea. Cu toate acestea, rezistența republicanilor la lovitura de stat a însemnat că Francisco Franco și aliații săi trebuiau, în schimb, să cucerească țara pas cu pas, prin forță militară, dacă doreau să preia puterea. Franco însuși a debarcat la Algeciras, în sudul Spaniei, cu trupele marocane din Armata Spaniolă a Africii. Mola, care a comandat trupele coloniale, precum și Legiunea Străină Spaniolă și miliția carlistă și falangistă, a ridicat trupe în nord. Împreună, cei doi aliați au plănuit un asalt al capitalei, cu Franco înaintând dinspre Badajoz, cucerit în august și Mola înaintând dinspre Burgos. 
Trupele de veterani coloniali ai lui Franco (regulares), sub conducerea generalului Juan Yagüe și susținuți de o forță aeriană furnizată de Germania Nazistă, au atacat permanent și cu succes milițiile republicane aflate în calea lor. Yagüe a pledat pentru un avans rapid asupra Madridului, dar Franco i-a respins propunerea pentru a ajuta în primul rând trupele naționaliste asediate în Toledo, oraș din vecinătatea capitalei. Această diversiune a împiedicat atacul asupra orașului cu până la o lună, ceea ce a dat timp republicanilor să-și pregătească apărarea.
Între timp, la Madrid, guvernul republican s-a reformat sub conducerea liderului socialist Francisco Largo Caballero, al cărui guvern includea șase miniștri din Partidul Socialist, doi din cel comunist, doi din Partidul Stângii Republicane, unul din partea Stângii Catalane, unul din Partidul Naționalist Basc și ultimul, din Uniunea Republicană. 
Comuniștii erau o minoritate în guvern, dar au câștigat influență prin accesul lor la armele Uniunii Sovietice și datorită voluntarilor străini din Brigăzile Internaționale, cu orientări puternic comuniste. Comandantul militar republican din Madrid era un general spaniol, José Miaja, dar personalul militar sovietic părea a fi mai important. Generalul Goriev era comandantul lor general, generalul Iakov Smușkevici controla forțele aeriene trimise din Uniunea Sovietică, iar generalul Dmitri Pavlov comanda blindatele. 
Comandamentul republican a avut un control relativ redus asupra unităților în faza incipientă a Războiului Civil. Aproximativ 90% dintre apărătorii republicani ai Madridului erau miliții formate de partide politice de stânga sau sindicate, care își alegeau în mod autonom proprii lideri. 
Pe de cealaltă parte, atât Germania, cât și Italia Fascistă i-au furnizat lui Franco acoperire aeriană și unități blindate pentru asaltul său asupra Madridului, unitățile Luftwaffe din Spania, reunite sub Legiunea Condor, fiind comandate independent de ofițerii lui Franco. Naționaliștii au ajuns lângă oraș la începutul lunii noiembrie 1936, apropiindu-se de acesta dinspre nord de-a lungul Drumului Coruñei și dinspre vest pe Șoseaua Extremadurei. La 29 octombrie, un contraatac republican al Regimentului Cinci, aflat sub comanda lui Enrique Líster a fost învins la Parla. Pe 2 noiembrie, Brunete a căzut în mâinile naționaliștilor, permițând trupelor lor să intre în suburbia de vest a Madridului. Într-un interviu celebru, Mola i-a spus unui jurnalist englez că va ocupa orașul cu cele patru coloane de trupe de regulares și marocane în afara orașului și cu Coloana a Cincea (compusă din simpatizanți politici de dreapta), înăuntrul lui. 
Termenul „Coloana a Cincea” a devenit, în tabăra Republicană, sinonim pentru spioni sau trădători, iar paranoia a dus la masacrarea prizonierilor naționaliști din Madrid, în timpul bătăliei care a urmat. Guvernul, inclusiv Caballero, se aștepta ca orașul să cadă și, astfel, a făcut o mutare planificată de la Madrid la Valencia, pe 6 noiembrie. Generalul Miaja și liderii politici care au rămas au format Junta de Defensa de Madrid („Junta pentru Apărarea Madridului”) pentru a organiza apărătorii republicani rămași.
Cu toate acestea, încercarea naționaliștilor de a captura Madridul avea dezavantaje tactice serioase. Trupele lor erau depășite numeric cu peste doi la unu de către apărători, deși aceștia erau mult mai bine pregătiți și echipați. O altă problemă a fost incapacitatea lor de a înconjura definitiv capitala și de a-i tăia accesul la ajutor extern.

## Bătălia pentru Madrid (noiembrie 1936)

### Pregătirile
Pentru început, republicanii aveau un avantaj geografic în apărarea Madridului: râul Manzanares îi separa pe naționaliști de centrul orașului și era un obstacol fizic formidabil. 
Mola planificase atacul pentru data de 8 noiembrie 1936. Plănuia să atace prin parcul Casa de Campo, pe un front cu o lățime de numai 1 kilometru, încercând astfel să evite luptele de stradă. Intenția inițială a lui Mola a fost să ocupe Cartierul Universitar, aflat la nord de centrul orașului, pentru a stabili un cap de pod peste Manzanares. De asemenea, a lansat un atac de diversiune în suburbia de muncitori Carabanchel, situată la sud-vest de centru. Pe 7 noiembrie, însă, republicanii au găsit planurile de atac asupra unui ofițer italian ucis într-un tanc distrus și, astfel, și-au putut concentra trupele în Casa de Campo, pentru a face față atacului principal.
Un fapt important de notat este locația strategică peste râul Manzanares a Podului Francezilor, aspect ce i-a dat o importanță crucială. Colonelul Romero a direcționat forțele republicane acolo și a respins cu mare eficacitate încercările de a-l traversa și, în final, de a face o punte către centrul capitalei spaniole.

### Atacul inițial
Mola a atacat pe 8 noiembrie cu 20.000 de soldați, majoritatea regulari marocani, sprijiniți de blindate ușoare italiene și de tancuri germane Panzer I, unități aflate sub conducerea ofițerului german Wilhelm Von Thoma. Legiunea Condor a oferit și sprijin aerian care a cauzat avarii serioase clădirilor din zona de asalt.
Republicanii desfășuraseră 12.000 de militari în Carabanchel și încă 30.000 în plan secund pentru a face față asaltului principal de la Casa de Campo. În ciuda superiorității numerice, erau prost echipați, având în mare parte doar arme de calibru mic, cu surse care susțin că puteau trage doar zece cartușe pentru fiecare pușcă. În plus, cei mai mulți dintre ei nu fuseseră niciodată instruiți în folosirea armelor, cu atât mai puțin să aibă experiență în vreo luptă, reușind cu toate acestea să respingă atacul naționalist din parc. Unii regulari au reușit însă să penetreze apărarea republicană și au făcut o trecere inițială peste Manzanares, către închisoarea Modelo, ținta principală a ofensivei. Totuși, atacul s-a blocat la marginea de vest a orașului.
Se spune că însuși generalul republican Miaja alerga printre clădirile ruinate spre care trupele sale începuseră să fugă și, cu pistolul în mână, forța trupele în retragere să se reunească și să moară cu el, mai degrabă decât să fugă sau să se predea. Pe tot parcursul zilei, radioul orășenesc a făcut apel la cetățeni să se mobilizeze și să susțină efortul de război, cu lozinca faimoasă „¡No pasarán!” („Nu vor trece!”).
Pe 8 noiembrie, A Unsprezecea Brigadă Internațională, cu un efectiv de 1.900 de oameni, a sosit pe front, defilând pe Gran Via, în centrul orașului. Deși puțini și cu antrenamentul neterminat, din moment ce fuseseră trimiși în grabă pe front, sosirea lor a reprezentat o creștere majoră a moralului pentru apărătorii din Madrid. Trupele străine, deși practic un amestec de voluntari din Germania, Franța, Marea Britanie și diverse alte națiuni, incluzându-l chiar și pe nepotul lui Winston Churchill, Esmond Romilly, au fost întâmpinate cu strigăte de „¡Vivan los rusos!” („Trăiască rușii!”) de către madrileni, fiind confundați cu infanteria sovietică.

### Stagnarea și contraatacurile
Pe 10 noiembrie, naționaliștii și-au mutat punctul central al ofensivei în suburbia Carabanchel, dar acel cartier, foarte urbanizat, s-a dovedit a fi un obstacol foarte dificil. Trupele coloniale marocane au fost blocate în lupte de stradă, pentru fiecare casă, în care aveau puțină experiență anterioară, deoarece erau mult mai obișnuiți cu războiul în câmp deschis. Aceștia au suferit pierderi grele din partea milițienilor locali care cunoșteau foarte bine terenul urban.
În seara zilei de 9 noiembrie, generalul Kléber a lansat un asalt al Brigăzii a XI-a asupra pozițiilor naționaliste din Casa de Campo, care a durat toată noaptea și o parte din dimineața următoare. La sfârșitul luptei, trupele naționaliste fuseseră forțate să se retragă și să abandoneze orice speranță de atac direct asupra Madridului prin parc, în timp ce brigada pierduse o treime din oamenii săi. În timpul ciocnirii, trupele republicane au contraatacat pe tot frontul, urmând ca în zilele de 9, 10 și 17 noiembrie să împingă naționaliștii înapoi, cu pierderi grele.
Pe 11 noiembrie, a avut loc un masacru infam, comis de republicani; 1.029 de deținuți naționaliști din închisoarea Modelo au fost scoși afară și uciși în Valea Jarama de către Regimentul al Cincilea, sub acuzația că aceștia ar fi potențiali membri ai Columnei a Cincea. S-a presupus pe moment că a fost ordonat de liderul comunist Santiago Carillo, dar acest lucru nu a fost niciodată dovedit. Potrivit lui Antony Beevor, ordinul a venit fie de la José Cazorla Maure, adjunctul lui Carrillo, fie de la consilierul sovietic Mihail Kolțov. Atrocitatea a fost vehement condamnată de directorul anarhist al prizonierilor, Melchor Rodriguez.
Pe 12 noiembrie, nou-venita A Douăsprezecea Brigadă Internațională, sub comanda generalului Mate „Lukacs” Zalka și care conținea trupe germane, scandinave, franceze, belgiene și italiene, a lansat un atac asupra pozițiilor naționaliste de pe dealul Cerro de los Ángeles din sudul orașului pentru a împiedica tăierea Drumului Valenciei. Atacul a eșuat din cauza barierelor ligvistice și de comunicare, precum și din cauza lipsei sprijinului de artilerie, dar drumul spre Valencia a rămas deschis.
Pe 15 noiembrie, 4.000 de anarhiști din CNT, milițieni conduși de Buenaventura Durruti, au sosit de pe frontul din Aragon ca întăriri pentru apărarea capitalei. Colonelul Romero a avut neînțelegeri cu aceștia, cerând demiterea lui Ricardo Sanz și propunând dizolvarea Columnei Durruti și distribuirea oamenilor acesteia între alte unități.

### Asaltul final
Pe 19 noiembrie, naționaliștii au început asaltul frontal final. Sub acoperirea unui bombardament de artilerie grea, trupele marocane și ale Legiunii Străine au străpuns frontul spre Cartierul Universitar. În ciuda faptului că înaintarea lor a fost oprită, au reușit să stabilească un cap de pod peste râul Manzanares. 
Au urmat lupte crunte de stradă, iar Durruti, liderul anarhist, a fost ucis în aceeași zi. Trei teorii încearcă să explice misterul morții lui Durruti, o figură importantă și celebră în tabăra anti-naționalistă a războiului. Este posibil ca glonțul să fi venit de la un soldat naționalist. Alții cred că Durruti a fost ucis prin descărcarea accidentală a unuia dintre armele propriilor săi oameni, iar o a treia teorie sugerează că a fost trădat și ucis la ordinul comuniștilor. 
În ciuda contraatacurilor aprige din partea Brigăzii a XI-a și a unităților republicane spaniole, naționaliștii și-au menținut poziția în Orașul Universitar și, până la sfârșitul bătăliei, rămăseseră în posesia a trei sferturi din complex. Cu toate acestea, încercarea lor de a asalta Madridul eșuase în fața rezistenței republicane neașteptat de puternice. Franco a oprit alte eventuale atacuri ale infanteriei sale, deoarece a hotărât că nu putea risca să-și piardă cei mai buni regulares și nici trupele legionare.

### Bombardamentul aerian
Nereușind să cucerească Madridul prin asalt direct, Franco a ordonat bombardarea aeriană a zonelor rezidențiale ale orașului, cu excepția cartierului mai înstărit Salamanca, despre care se presupunea că avea mulți susținători naționaliști,  cu intenția de a îngrozi populația civilă și de a-i face astfel să se predea. În acest context, devine celebru un citat al dictatorului:
„Mai degrabă voi distruge Madridul decât să-l las în mâinile marxiștilor”. 
Bombardierele germane au început astfel să lovească restul orașului între 19 și 23 noiembrie.

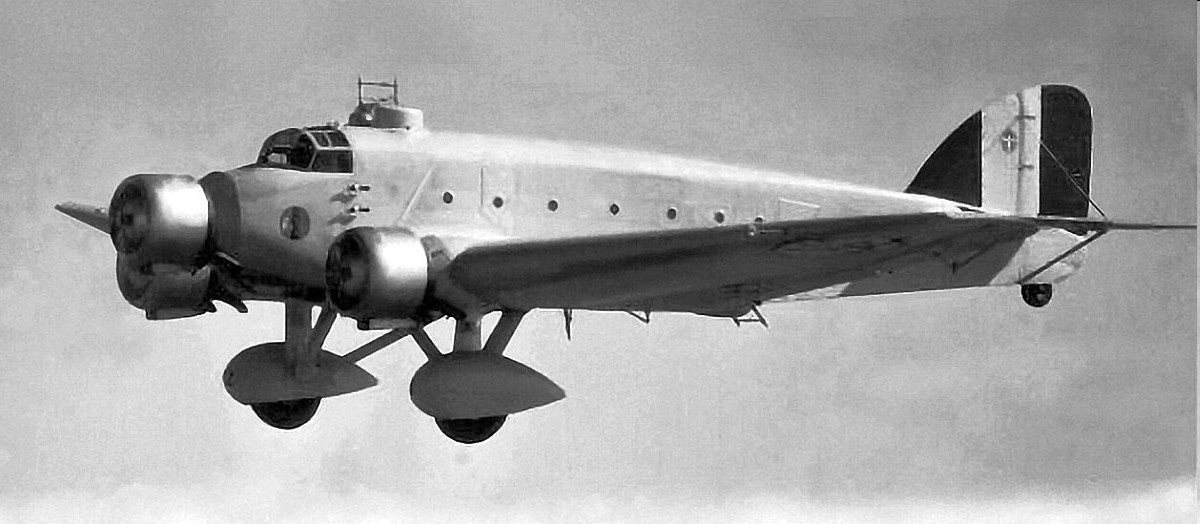
Bombardier italian de tip SM.81, folosit în Bombardamentul Madridului

Se poate spune că tactica a fost contraproductivă, deoarece populația republicană din Madrid nu a fost intimidată și nu s-a predat, iar bombardamentul aerian al civililor, unul dintre primele din istoria războiului, a fost aspru criticat de jurnaliștii străini precum Ernest Hemingway. Pierderile din bombardamentul aerian par să fi fost de asemenea relativ scăzute. Nu există o cifră definitivă pentru victimele civile pe care le-a provocat, dar conform lui Hugh Thomas, numărul morților a fost de aproximativ 2.000. De la începutul anului 1937, rezistența și experiența crescândă a piloților republicani au început să fie prea semnificative pentru ca bombardamentele ulterioare să mai aibă loc în timpul zilei, ceea ce le-a limitat și mai mult eficacitatea. 

### Stabilizarea frontului
Intensitatea bătăliei s-a diminuat prin decembrie 1936, ambele părți fiind deja epuizate. O linie de front stabilizată în oraș, care trecea de la punga naționalistă peste râul Manzanares, în Orașul Universitar, prin parcul Casa de Campo și pe străzile din cartierul Carabanchel. Madridul a continuat să fie supus unui bombardament sporadic terestru și aerian, iar proviziile începuseră să se împuțineze pe măsură ce iarna se instala. UGT a transferat unele industrii vitale în tunelurile de metrou de sub oraș, care nu mai erau folosite. 
Ultima acțiune a lui Franco din acel an a fost încercarea de a tăia drumul spre Coruña, la nord-vest de Madrid, ca prim pas spre înconjurarea capitalei spaniole. Bătălia de pe Drumul Coruñei a rezultat de asemenea într-un nou impas. 
Pierderile provocate în Bătălia pentru Madrid nu au fost niciodată calculate cu exactitate, dar istoricul britanic Hugh Thomas a estimat că acestea au fost în jurului unui total aproximativ de 10.000 pentru ambele părți și pentru populația civilă. Concluzia acestuia a fost că nicio tabără nu era pregătită să lupte în război.

## Luptele din jurul Madridului (1937)
După Bătălia de la Madrid, guvernul republican a încercat să-și reorganizeze forțele armate din ce era practic o adunătură de miliții într-o armată regulată, denumită Armata Populară Republicană, lucru realizat prin integrarea milițiilor în structurile elementelor armatei antebelice, simpatizante ale Republicii. În teorie, reducea puterea partidelor politice în guvern, dar în practică, a crescut influența Partidului Comunist, care a condus implementarea politicilor sale cu ajutorul unităților loiale, disciplinate și militarizate ale milițiilor sale MAOC. De asemenea, aproape de Partidul Comunist mai erau și sovieticii, voluntari și consilieri, ambele grupuri contribuind enorm la experiența militară republicană. Prin urmare, partidul a avut o influență disproporționată în numirea comandanților militari și în stabilirea politicii militare.
În 1937 au avut loc două conflicte majore în zone din imediata apropiere a Madridului, Bătălia de la Jarama (din ianuarie până în februarie) și Bătălia de la Brunete (în iulie). În plus, alte două bătălii au fost purtate mai departe de oraș, în cadrul campaniei naționaliste ce urmărea capturarea capitalei: în martie, la Guadalajara și la sfârșitul lunii decembrie la Teruel, ambele la nord-est de Madrid.

#### Bătălia de la Jarama
În cadrul primei bătălii, la începutul anului 1937, Franco încearcă să treacă râul Jarama pentru a tăia comunicarea între Madrid și Valencia, unde republicanii își mutaseră guvernul, acțiune ale cărei rezultate au fost neconcludente. Trupele franchiste au reușit să ajungă pe malul de est al Jaramei, dar nu au reușit să întrerupă comunicațiile dintre cele două mari orașe. Pierderile de ambele părți au fost grele, estimările de variind de la 6.000 la 20.000 de fiecare parte.

#### Bătălia de la Brunete
În mai 1937, forțele republicane, sub conducerea ofițerului comunist polonez Karol Świerczewski, au încercat să iasă din Madrid într-un asalt blindat, dar au fost respinse. O nouă ofensivă mult mai ambițioasă, în nord, a fost lansată de aceștia în iulie, cu intenția de a-i încercui pe naționaliști. Cu toate acestea, ofensiva cunoscută acum ca Bătălia de la Brunete s-a transformat din nou într-un impas sângeros. Atacul inițial și-a atins scopul de a cuceri orașul și a împins frontul naționalist cu vreo 12 km înapoi, dar contraatacurile naționaliste hotărâte au recâștigat acest teritoriu până la sfârșitul bătăliei. Pierderile republicanilor au fost semnificativ mai mari, în cadrul acestei bătălii, decât cele ale naționaliștilor.

#### Bătălia de la Guadalajara
Bătălia de la Guadalajara a avut loc la aproximativ 60 de km nord-est de Madrid, când trupele Republicane au înfrânt o nouă încercare a trupelor italiene de a traversa Jarama și de a încercui apărătorii Madridului pentru a lansa un alt asalt asupra orașului. Pierderile italienilor și ale naționaliștilor au fost în acest caz mult mai mari decât ale Republicanilor, deși aproximativ o treime din capitală a fost grav avariată, Moralul a rămas încă puternic în rândul populației, madrilenii mândrindu-se chiar că își văd de viața de zi cu zi sub foc constant. 

#### Bătălia de la Teruel
La sfârșitul anului 1937, naționaliștii au ocupat o mare parte din nordul Spaniei, un centru industrial al țării, cu numeroasele sale fabrici de arme, care susținuseră până atunci efortul de război republican. La sfârșitul anului, comandantul republican al Corpului al Patrulea, la acea vreme Cipriano Mera, a interceptat planurile naționaliste pentru un nou asalt asupra Madridului din direcția Zaragozei. Generalul Vicente Rojo a lansat o ofensivă preventivă proprie pe 15 decembrie, cu peste 100.000 de oameni, reușind să ocupe orașul Teruel în ce a fost ultima mare luptă a anului. Ofensiva lui Rojo a împiedicat cu succes noul asalt propus de către Franco, dar a dus și la una dintre cele mai sângeroase bătălii ale războiului, cu peste 100.000 de victime în total.

## Conflictele interne și căderea orașului (1938-1939)
În 1938, asediul Madridului s-a înăsprit, iar populația sa a suferit din ce în ce mai mult din cauza lipsei de hrană, haine călduroase, arme și muniție. Cu toate acestea, Franco renunțase deja până acum la ideea unui alt asalt frontal asupra orașului, mulțumindu-se însă să restrângă treptat asediul și să continue să bombardeze orașul.
Până în primăvara anului 1939, după prăbușirea forțelor republicane pe alte fronturi, cauza republicană de la Madrid a devenit în mod clar damnată, ceea ce a creat o diviziune puternică în rândurile apărătorilor. Pe de o parte se afla premierul socialist Juan Negrín, alți miniștri de guvern și Partidul Comunist, care doreau să lupte până la capăt, iar pe cealaltă opozanții acestora: colonelul republican Segismundo Casado și alții, care doreau să negocieze capitularea Madridului pentru a scuti susținătorii republicani de cele mai grave răzbunări franchiste. Pe 5 martie, oamenii lui Casado au arestat ofițeri comuniști la Madrid, i-au îndepărtat de la putere, l-au concediat forțat pe Negrín și au înființat Consiliul Național de Apărare ( Consejo Nacional de Defensa ) pentru a negocia un acord de pace cu Franco. A doua zi, liderii comuniști și Negrín au fugit din Spania prin Elda, dar trupele comuniste din jurul Madridului au respins autoritatea Consiliului și au intrat în Madrid pe 7 martie. Au fost câteva zile de lupte pe străzi între trupele comuniste și necomuniste, foști aliați, care s-au încheiat cu înfrângerea comuniștilor și execuția liderului lor, Luis Barceló .
Evoluția situației interne i-a permis lui Casado să încerce să negocieze cu Franco. Cu toate acestea, liderul naționalist a insistat că va accepta numai o predare necondiționată. Pe 26 martie, Franco a ordonat un avans general înspre Madrid, din toate părțile, iar pe 27, frontul republican s-a prăbușit definitiv, multe trupe predându-se sau pur și simplu aruncându-și armele și pornind spre casă. Pe 28 martie, capitala a căzut în cele din urmă în mâinile forțelor lui Franco. În ciuda eforturilor lui Casado de a negocia, mulți dintre apărătorii republicani ai Madridului s-au numărat printre cei aproape 200.000 de oameni care au fost executați sau care au murit încarcerați de către regimul lui Franco între 1939 și 1943. 

## În literatură
Asediul Madridului a devenit un subiect aproape mitic în imaginația populară din timpul Războiului Civil Spaniol. Capitala asediată a Spaniei, cu un inamic aflat atât de aproape, dar incapabil să dea orașului o lovitură finală ani la rând, a devenit subiect de cântece, precum Los Emboscados, o versiune a Si me quieres escribir. Au fost scrise de asemenea și mai multe poezii, ca cea a renumitului poet Rafael Alberti și intitulată Madrid, corazón de España, care începe astfel:
| Madrid, corazón de España, late con pulsos de fiebre. Si ayer la sangre le hervía, hoy con más calor le hierve. Ya nunca podrá dormirse, porque si Madrid se duerme, querrá despertarse un día y el alba no vendrá a verle. No olvides, Madrid, la guerra; jamás olvides que enfrente los ojos del enemigo te echan miradas de muerte. | Madrid, inimă a Spaniei, Bate în freamătele dogoarei. Și dacă ieri sângele-i clocotea Azi în și mai multă căldură fierbea. Nu va putea niciodată să se culce, pentru că dacă Madrid la somn se duce, va dori să se trezească într-o zi și zorii, să-l întâlnească nu vor veni. Nu uita, Madrid, războiul; niciodată nu uita că ochii inamicului, în fața ta, priviri de moarte arunca. |